# Fanīs Christodoulou
Theofanīs Christodoulou, detto Fanīs (in greco Θεοφάνης "Φάνης" Χριστοδούλου?; Atene, 22 maggio 1965), è un ex cestista greco.
È il fratello minore di Chrīstos Christodoulou.

## Carriera
Con la Grecia ha disputato i Giochi olimpici di Atlanta 1996, tre edizioni dei Campionati mondiali (1986, 1990, 1994) e cinque dei Campionati europei (1987, 1989, 1993, 1995, 1997).

## Palmarès

### Squadra
- Campionato greco: 1

Panathinaikos: 1997-98
- Coppa di Grecia: 1

Panionios: 1990-91

### Individuale
- A1 Ethniki MVP: 1

Panionios: 1992-93